# Día de Castilla y León

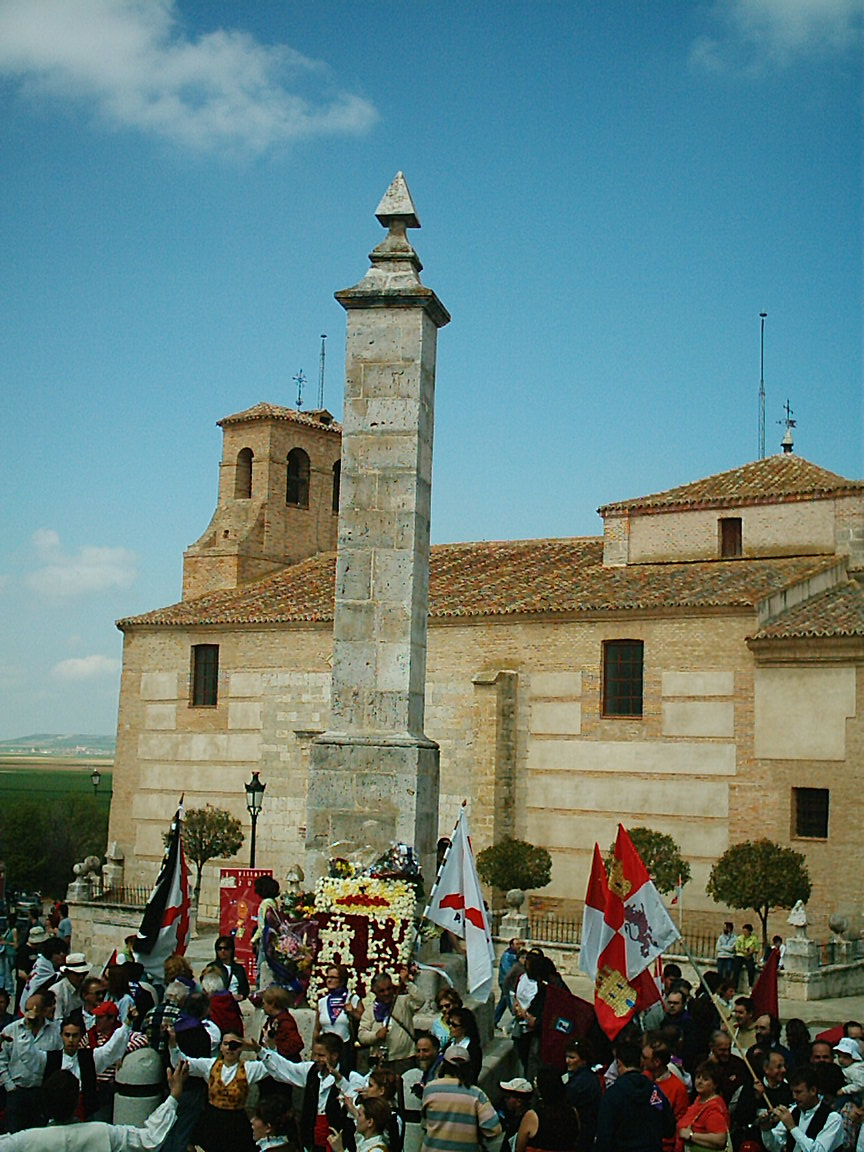
Monolito en Villalar de los Comuneros

Bandera de Castilla y León

Escudo de Castilla y León

El Día de Castilla y León es la fiesta oficial de esa comunidad autónoma española, celebrada cada 23 de abril. El centro de la celebración es la localidad vallisoletana de Villalar de los Comuneros, lugar en el que se conmemora el aniversario de la batalla, decisiva para las Comunidades de Castilla, que se saldó ese mismo día de 1521 con la decapitación de los tres líderes comuneros: Padilla, Bravo y Maldonado.
El estatuto de autonomía castellanoleonés, aprobado en 1983, establece en su artículo 6.3 que la fiesta oficial de la Comunidad es el 23 de abril. Finalmente, la Ley 3/1986, aprobada el 17 de abril de 1986, reza en su artículo único que «se establece como fiesta a todos los efectos en el territorio de la Comunidad de Castilla y León el día 23 de abril de cada año».

## Orígenes
El nacimiento de Villalar como símbolo se remonta tiempo atrás. Ya en el siglo XVIII, el ilustrado economista y destacado protoliberal León de Arroyal manifestaba que Villalar fue "el último suspiro de la libertad castellana". 

### SigloXIX
Los antecedentes de las conmemoraciones de Villalar habría que situarlos en 1821, cuando el guerrillero castellano, Juan Martín Díez "El Empecinado", y sus compañeros de la sociedad "Los Comuneros", organizaron una expedición a Villalar en busca de los restos de Padilla, Bravo y Maldonado. Estos hechos tuvieron su punto culminante con un acto de homenaje a los Comuneros en la plaza de Villalar el 23 de abril de 1821. En esta época es cuando ciertos sectores, entre ellos los miembros de las sociedades secretas "Los Comuneros" o "Los Hijos de Padilla", empiezan a emplear en ocasiones el discutido pendón morado.
Durante el Trienio Liberal (1820-1823), los comuneros pasaron a ser objeto de admiración por las corrientes progresistas del país. Durante la Primera República, la revolución comunera fue también un referente de libertad para el ala federalista del Partido Democrático Republicano, que en 1869 proclamó el Pacto Federal Castellano, el primer intento de una organización territorial federalista en España. Así en el último párrafo de dicho pacto se afirma: "la sangre de los Padilla, Bravo y Maldonados que corre por vuestras venas y al ardimiento de que guardan memoria estos pueblos de las comunidades, garantizan el éxito de nuestras aspiraciones y deseos". En aquella época el propio Pi y Margall, presidente de la Primera República, afirmaba que "Castilla fue entre las naciones de España la primera que perdió sus libertades en Villalar bajo el primer rey de la Casa de Austria".

### SigloXX
En los primeros años del siglo XX, durante la Restauración, hubo otros intentos de celebración en Villalar. Entre ellos la iniciativa de José María Zorita Díez, diputado liberal por Valladolid, que realizó una petición de un crédito extraordinario para conmemorar la batalla de Villalar. En 1920 el Ayuntamiento de Santander propuso que las corporaciones castellanas celebrasen el IV Centenario de los Comuneros de Castilla. Asimismo, la Casa de Palencia acordó en 1923: "que el 23 de abril próximo vayan todas las representaciones de Castilla a los campos de Villalar, a jurar el Santo Grial castellano, ante el escenario de la rota Villalar (...). Que el mismo día y a la misma hora se dedique en todas las ciudades castellanas un minuto de silencio a los héroes de Villalar".
Años después, son numerosas las referencias al simbolismo de Villalar. Pere Corominas, intelectual catalán de izquierdas, manifiesta en su libro "Por Castilla adentro" (1930): "el carácter eminentemente nacionalista de la guerra de las Comunidades de Castilla". Para él, el documento que remitió la Santa Junta al rey es "la más bella y libre Constitución que se haya dado nunca la nación castellana". Corominas afirma que el sentimiento de la libertad política "hace de los comuneros un núcleo precursor de las revoluciones inglesa y francesa. No sé si en lengua alguna se ha defendido el principio de soberanía popular en una forma tan elegante y humana como la usada por la Santa Junta en su mensaje al emperador". En aquellos años el profesor Misael Bañuelos manifestó que "Castilla deja de ser Castilla en los campos de Villalar, y el castellano deja de parecerse al antiguo castellano, coincidiendo con aquel suceso desgraciado de nuestra historia que aniquila la personalidad de Castilla (...)".
Con el golpe militar de 1936 y el estallido de la guerra civil española, la referencia comunera sigue presente entre las guerrillas defensoras de la República. Durante la contienda se crea el "Batallón Comuneros de Castilla". En su origen se difunde la convocatoria a formar parte de una "columna castellana" para liberar a las provincias de Ávila y Salamanca. Sus miembros eran básicamente castellanos y usaban como simbología el pendón morado.
Ya en la década de 1960, el historiador José Antonio Maravall publica el libro "Las Comunidades de Castilla. Una primera revolución moderna", que constituye la primera contribución contemporánea que a la vez revisaba y contradecía en parte la particular y deformada visión que de los comuneros habían ofrecido hasta entonces historiadores próximos a las instancias oficiales del régimen de Franco. Maravall considera a las Comunidades de Castilla no como una simple rebeldía. Para este autor la guerra de las Comunidades fue mucho más que una serie de motines y disturbios, inspirada por un pensamiento político coherente que le confiere el carácter de primer movimiento revolucionario de la Europa moderna. Estas teorías son refrendadas en estudios posteriores llevados a cabo por investigadores de gran prestigio, como Juan Ignacio Gutiérrez Nieto en "Las Comunidades como movimiento antiseñorial" (1973) y por Joseph Pérez con su tesis doctoral "La revolución de las Comunidades de Castilla (1520-1521)", publicada en 1977. Los estudios de estos tres historiadores servirán de apoyo a los nuevos movimientos autonomistas que surgirán durante la Transición hacia la democracia, movimientos que tendrán en Villalar un referente fundamental.
Con la actividad antifranquista de principios de los años 70 y las luchas sindicales, se producen los primeros episodios que en cierta manera pueden considerarse como premonitorios para el posterior nacimiento del castellanismo moderno, y que tenían como objetivo la consecución de la democracia y las reivindicaciones autonomistas. En la primavera de 1972 se funda en Valladolid la librería "Villalar", cuyo nombre es un homenaje simbólico a las libertades castellanas. Desde esta librería se articuló buena parte del movimiento antifranquista clandestino en Valladolid. Ese mismo año, en la librería "Villalar" se presenta el poema "Los Comuneros" escrito por Luis López Álvarez, obra literaria que se convirtió en referencia e himno del autonomismo castellano y leonés, y más aún cuando en 1976 el grupo folk Nuevo Mester de Juglaría hizo una adaptación musical de dicho poema.
En 1976 se convoca la primera concentración autonomista en Villalar de los Comuneros (Valladolid). Pese a la prohibición gubernativa, unas 400 personas se concentraron allí convocadas por el Instituto Regional Castellano-Leonés, asociación regionalista que había nacido meses antes y que aglutinaba a intelectuales, profesores universitarios, periodistas, ecologistas y representantes de partidos políticos. Las personas congregadas en Villalar fueron disueltas por la Guardia Civil y las actuaciones musicales previstas finalmente no pudieron celebrarse. Estos hechos contribuyeron a reafirmar la importancia posterior de la conmemoración de Villalar. Al año siguiente, en 1977, cerca de 20 000 personas asistieron al Día de Villalar, en una convocatoria conjunta de los dos principales colectivos regionalistas de la época: el Instituto Regional Castellano-Leonés y la Alianza Regional de Castilla y León.
El nacionalismo castellano considera el 23 de abril el día nacional de Castilla.

## Actos

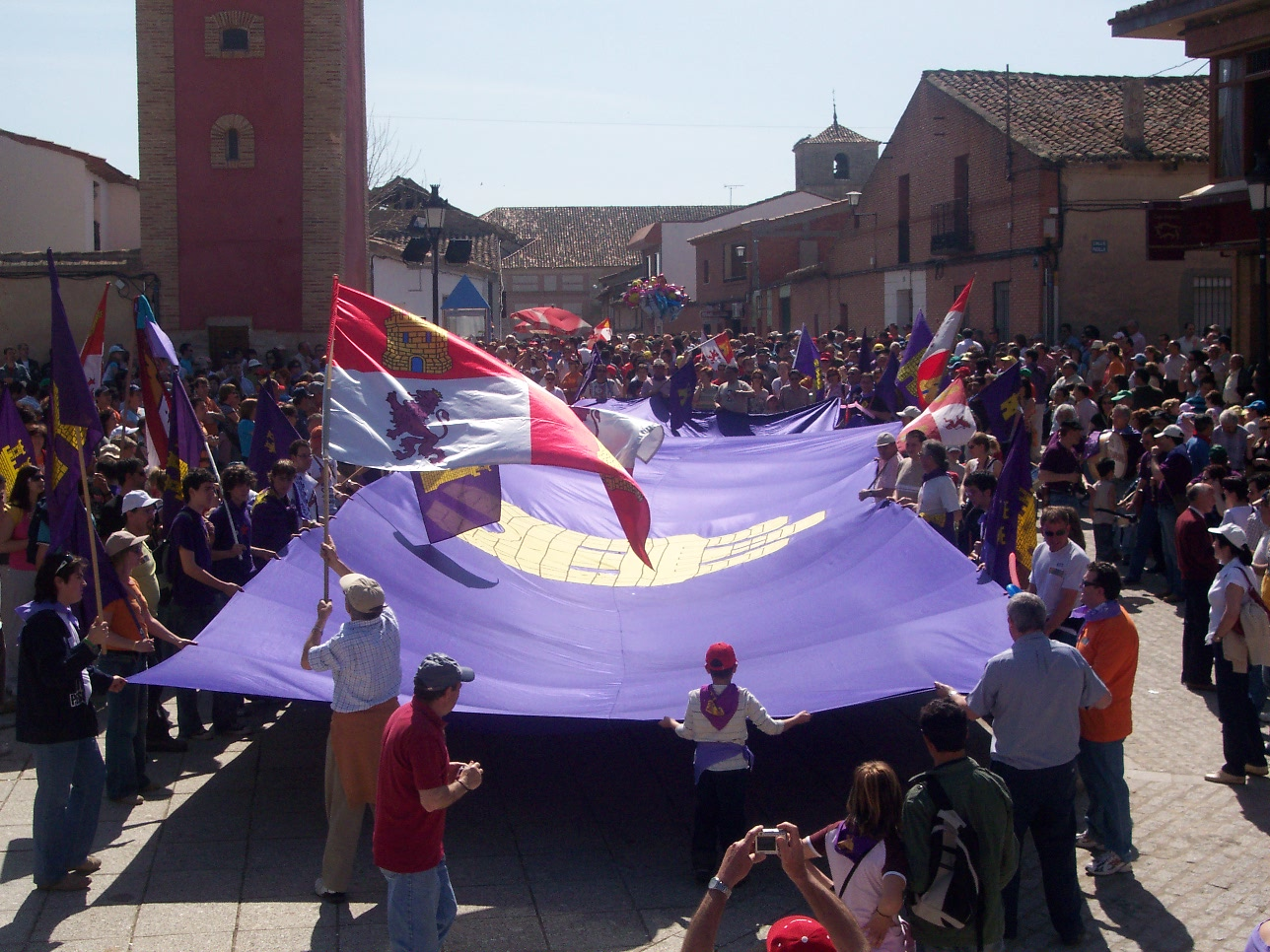
Pendón gigante en la plaza Mayor de Villalar

El día importante y el grueso de celebraciones y actos son el día 23, pero los actos comienzan en la noche del día 22, con actuaciones de grupos musicales, además hay una zona de acampada libre para pasar la noche. En la mañana del 23 de abril tienen lugar los actos políticos junto al monolito erigido en homenaje a los Comuneros donde cada partido político realiza una ofrenda floral y pronuncia un discurso. Durante todo el día del 23 de abril se continúa la actividad política alternada con bailes y conciertos de música tradicional castellana, deportes autóctonos, exposiciones, teatro de calle, actividades lúdicas, etc.

## Evolución

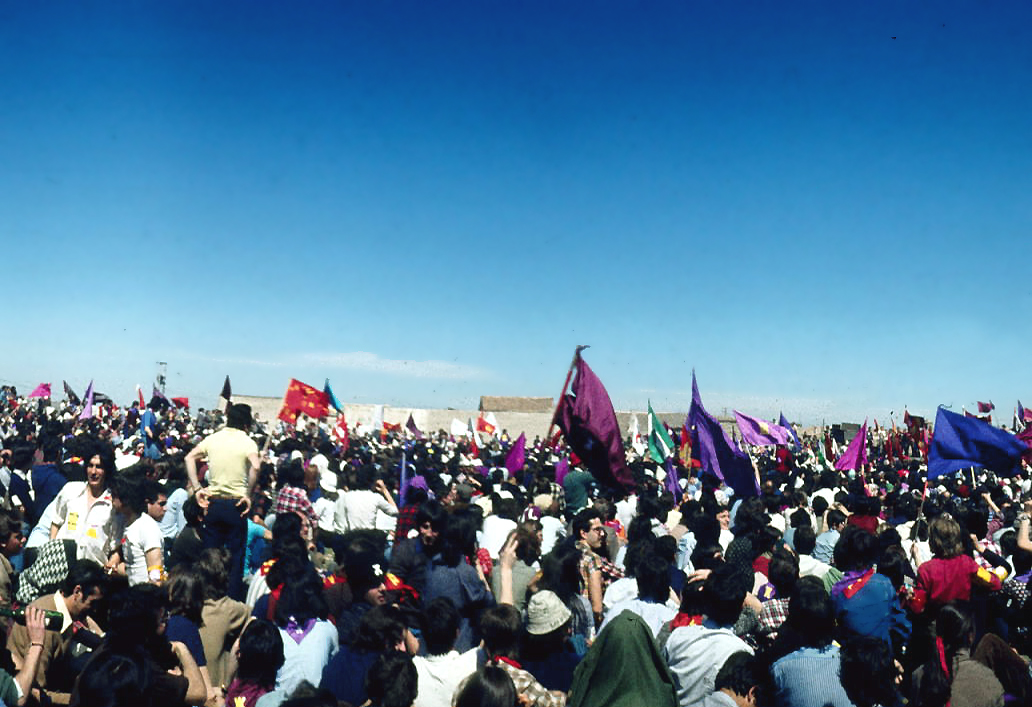
Villalar de los Comuneros, 23 de abril de 1977.

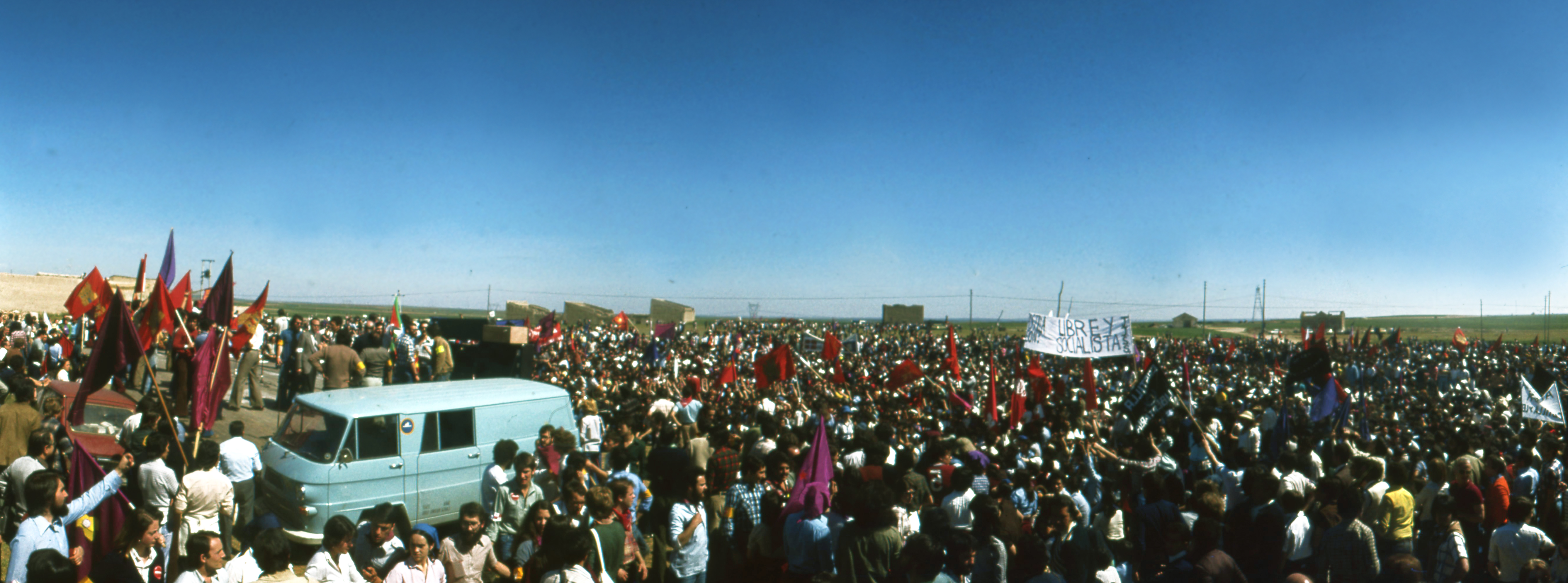
Villalar de los Comuneros, 23 de abril de 1977.

El 23 de abril en sus orígenes llegó a congregar a 200 000 personas (así lo recoge por ejemplo el libro "Fuerzas políticas en el proceso autonómico de Castilla y León 1975 - 1983" en su página 245), en los tiempos de la preautonomía pidiendo la autonomía para Castilla y León. Hoy sigue siendo un símbolo de regionalismo y los entonces Partido Autonómico Nacionalista de Castilla y León, Alianza Regional de Castilla y León, Instituto Regional de Castilla y León, etc., han dejado hoy paso a partidos regionalistas como Unidad Regionalista de Castilla y León o Democracia Regionalista de Castilla y León, partidos nacionales como Partido Socialista Obrero Español, Izquierda Unida, partidos nacionalistas y castellanistas como Partido de Castilla y León, Izquierda Castellana o también más tímidamente el Partido Popular. Unión Progreso y Democracia decidió, sin embargo, no participar en la fiesta, por considerarla artificiosa y falsamente reivindicativa, opinión compartida por el partido VOX, que entró al gobierno de la Junta en el año 2022.
La entidad encargada de organizar actualmente la fiesta de Villalar es la Junta de Castilla y León, dando cierto aire de oficialidad a la conmemoración, después del periodo de gobierno de Aznar en Castilla y León en que se decidió hacer itinerante la celebración del Día de Castilla y León, en detrimento de la concentración popular de Villalar de los Comuneros. Actualmente, es una fiesta plenamente consolidada y referente del sentimiento regionalista, superando en la edición de 2015 los 25 000 castellanos que acudieron a la campa de Villalar de los Comuneros.